# Jerry B. Jenkins
Jerry Bruce Jenkins (ur. 23 września 1949 w Kalamazoo) – amerykański powieściopisarz, biograf. 

## Twórczość
Najbardziej znanym jego dziełem jest Powieść o czasach ostatecznych (oryg. Left Behind) napisana wspólnie z Tima LaHaye'a. Jenkins napisał ponad 150 książek (z czego 16 z nich znalazło się na liście bestselerów magazynu The New York Times) w tym: powieści romantyczne, jak i książki dla dzieci i młodzieży. Jenkins i jego żona Dianna mają trzech synów. 